# Koszkieldy
Koszkieldy (ros. Кошкельды) – wieś w Rosji, w Czeczenii, w rejonie gudermeskim. W 2010 liczyła 4823 mieszkańców.